# 富田林市消防本部
富田林市消防本部（とんだばやしししょうぼうほんぶ）は、大阪府富田林市の消防部局（消防本部）。管轄区域は富田林市、南河内郡河南町、太子町及び千早赤阪村全域。河南町、太子町及び千早赤阪村は富田林市に常備消防事務を委託している。なお、河南町消防本部は2014年（平成26年）10月1日に解散し、富田林市消防署河南分署として再編された。

## 概要
- 消防本部：大阪府富田林市甲田1丁目7番1号
- 管内面積：116.45km2
- 職員定数：168人
- 消防署1カ所、分署4カ所
- 主力機械（2018年4月1日現在）
  - 小型水槽付ポンプ車：7（ST車）
  - 水槽付ポンプ車：1
  - 救急自動車：7（全て高規格救急車、予備車1台）
  - はしご付消防自動車：2（40m級及び15m級）
  - 救助工作車：2（予備車1台）
  - 小型動力ポンプ積載車：1
  - 搬送車：2
  - 指揮車：1
  - 指令車：4
  - 広報車：2
  - 査察車：2（非緊急車）
  - 乗用車：1（官用車/日産・エルグランド）

2003年（平成15年）の新庁舎完成当時には庁舎5階に防災体験施設「みなみ大阪トライヤルプラザ」として、消火・通報や煙避難体験などの体験施設があったが、設備の老朽化等で約3年間の休館を経て、2013年（平成25年）3月に閉鎖された。

## 沿革
- 1965年3月　富田林市消防本部・富田林市消防署を設置。
- 1965年4月　消防本部・消防署が業務を開始。ポンプ車2台、救急車1台を配備。
- 1969年9月　屈折はしご付消防自動車を本署に配備。
- 1981年4月　消防本部に課制を導入。
- 1982年4月　金剛分署を開設。
- 1982年9月　消防音楽隊が発足。
- 1982年12月　はしご付消防自動車を金剛分署に配備。
- 1983年12月　救助工作車を本署に配備。
- 1995年4月　高規格救急自動車を本署に配備。
- 1997年8月　高規格救急自動車を金剛分署に配備。
- 2000年4月　太子分署・千早赤阪分署を開設し、太子町・千早赤阪村の消防事務委託業務を開始。
- 2003年4月　消防本部・消防署新庁舎が完成。
- 2014年10月　河南町の消防事務委託業務に伴い、旧河南町消防署を河南分署として業務開始。
- 2024年4月　河内長野市消防本部とともに、柏原羽曳野藤井寺消防組合に吸収される形で、大阪南消防組合が発足[2]。

## 組織
- 本部 - 消防総務課、予防課、警備救急課
- 消防署

## 消防署
河南、太子、千早赤阪の各分署はそれぞれの町村域に加えて、近傍の富田林市域へも１次隊として出場する。
| 消防署         | 住所              | 分署 |
| -------------- | ----------------- | --- |
| 富田林市消防署 | 富田林市甲田1-7-1 | 金剛：富田林市高辺台2-1 河南：南河内郡河南町大字白木1279-1 太子：南河内郡太子町大字山田88 千早赤阪：南河内郡千早赤阪村大字東阪77-1 |